# Xenorophidae
Xenorophidae (лат.) — семейство вымерших морских млекопитающих из парвотряда зубатых китов, живших в олигоцене. Их ископаемые остатки найдены на юго-востоке США (штаты Северная и Южная Каролина).

## Классификация
По данным сайта Paleobiology Database, на июль 2018 года в семейство включают 6 вымерших монотипических родов:
- Albertocetus Uhen, 2008
- Archaeodelphis Allen, 1921
- Cotylocara Geisler et al., 2014
- Echovenator Churchill et al., 2016
- Inermorostrum Boessenecker et al., 2017
- Xenorophus Kellogg, 1923